# Manuae (Cookovy ostrovy)

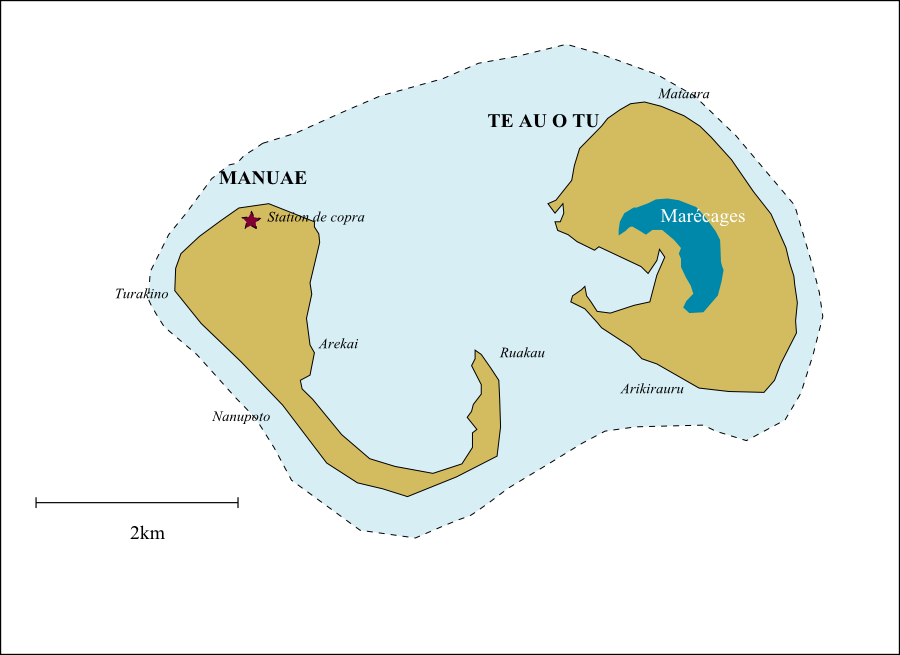
Mapa Manuae

Manuae je neobývaný atol v jižní skupině Cookových ostrovů, nalézající se 100 kilometrů jihovýchodně od Aitutaki. Je administrativní částí Aitutaki, ale nepatří do žádného okrsku nebo tapere Aitutaki. Náleží však do volebního obvodu Arutanga-Reureu-Nikaupara.
Manuae je pravý atol, nalézající se na vrcholu podmořské sopky, která má úpatí v hloubce 4000 metrů. Atol se skládá ze dvou ostrůvků ve tvaru podkovy. Manuae je západní z nich, Te Au O Tu je východní. Celková plocha ostrůvků je 6,17 km²  Manuae má plochu 2,1 km² a Te Au O Tu má plochu 3,9 km².. Laguna má plochu 13 km², je mělká a vyznačuje se velkými posuny pobřežního písku. V korálových útesech, obklopujících atol, není žádný průliv na otevřené moře.
Ostrov je mořským parkem a je důležitým hnízdištěm mořských ptáků a mořských želv středního Tichého oceánu. Pobřežní vody Manuae jsou dobrým místem pro rybaření.
Kapitán James Cook spatřil Manuae 23. září 1773 během své druhé průzkumné plavby, jako první ostrov souostroví, později pojmenovaného Cookovy ostrovy. Původně ostrov pojmenoval Sandwichův ostrov, ale poté přejmenoval na Herveyův ostrov na počest Augusta Herveye. Když pak během třetí průzkumné plavby objevil souostroví, dnes nazývané Havajské ostrovy, nazval je Sandwichovy ostrovy a Herveyův ostrov přejmenoval na Ostrov lorda Admirality.
Jméno Herveyův ostrov bylo později vztaženo na celou jižní skupinu souostroví jako Herveyovy ostrovy. Toto jméno bylo používáno až do roku 1824, kdy jej ruský kartograf Adam Johann von Kruzenštern přejmenoval na Cookovy ostrovy, na počest jejich objevitele. Cook zemřel roku 1779.
Norský spisovatel Erlend Loe humornou novelu "L", o jeho výpravě na Manuae z roku 1999.

Populace dosáhla svého maxima roku 1956, kdy bylo podle sčítání lidu na ostrově 32 obyvatel, ale za dvacet let byl ostrov již opuštěný:
- 1956: 32
- 1961: 18
- 1966: 16
- 1971: 2
- 1976: -